# Belostomatidae
I Belostomatidi (Belostomatidae Leach, 1815), sono una famiglia di insetti acquatici Nepomorfi (ordine Rhynchota, sottordine Heteroptera). Per le loro peculiarità morfologiche od etologiche sono noti fra gli anglosassoni con diversi nomi significativi come giant water bugs ("cimici d'acqua giganti"), tadpole killers ("uccisori di girini"), electric light bugs ("cimici della luce elettrica").

## Morfologia
Sono insetti di grandi dimensioni, con corpo lungo almeno 2,5 cm. Le specie del genere Lethocerus, presenti in America, Asia e Australia, possono raggiungere anche gli 11–12 cm di lunghezza e rappresentano le forme di maggiori dimensioni nell'ambito dell'ordine dei Rhynchota. Il profilo è ellittico e leggermente depresso in senso dorso-ventrale e la colorazione è poco appariscente, con tonalità brune, più o meno scure.
Il capo è fornito di ocelli e di grandi occhi. Le antenne sono brevi, composte da quattro articoli e alloggiate in riposo in fossette del cranio situate sotto gli occhi. Il secondo e terzo antennomero presentano dilazioni e prolungamenti utili per la determinazione sistematica. Il rostro è breve e robusto.
Il torace presenta il pronoto suddiviso in due lobi, il mesoscutello ben sviluppato ed il metaepimero prolungato posteriormente fino a ricoprire i primi due o tre sterniti addominali. Le ghiandole odorifere metatoraciche sono presenti solo nelle specie delle sottofamiglie Lethocerinae e Horvathiniinae. Le emielitre hanno la zona sclerificata suddivisa in clavo e corio e la membrana mostra una nervatura fittamente reticolata. Le zampe anteriori sono raptatorie, con femori larghi e robusti; tibie e femori, opponendosi; funzionano come tagliole. Le zampe medie e posteriori sono invece di tipo natatorio, con segmenti appiattiti e portanti frange di setole; i tarsi posteriori sono composti da 2 o 3 segmenti.
L'addome dei Belostomatidi è caratterizzato, come in tutti i Nepoidei, dalla presenza del sifone respiratorio: l'urite VIII forma due lunghi processi appiattiti e retrattili rivestiti da peli. Il sifone arriva alla superficie durante l'immersione e permette il passaggio dell'aria lungo la peluria fino alla base dei processi, in corrispondenza della quale sono presenti i due stigmi addominali.

## Biologia

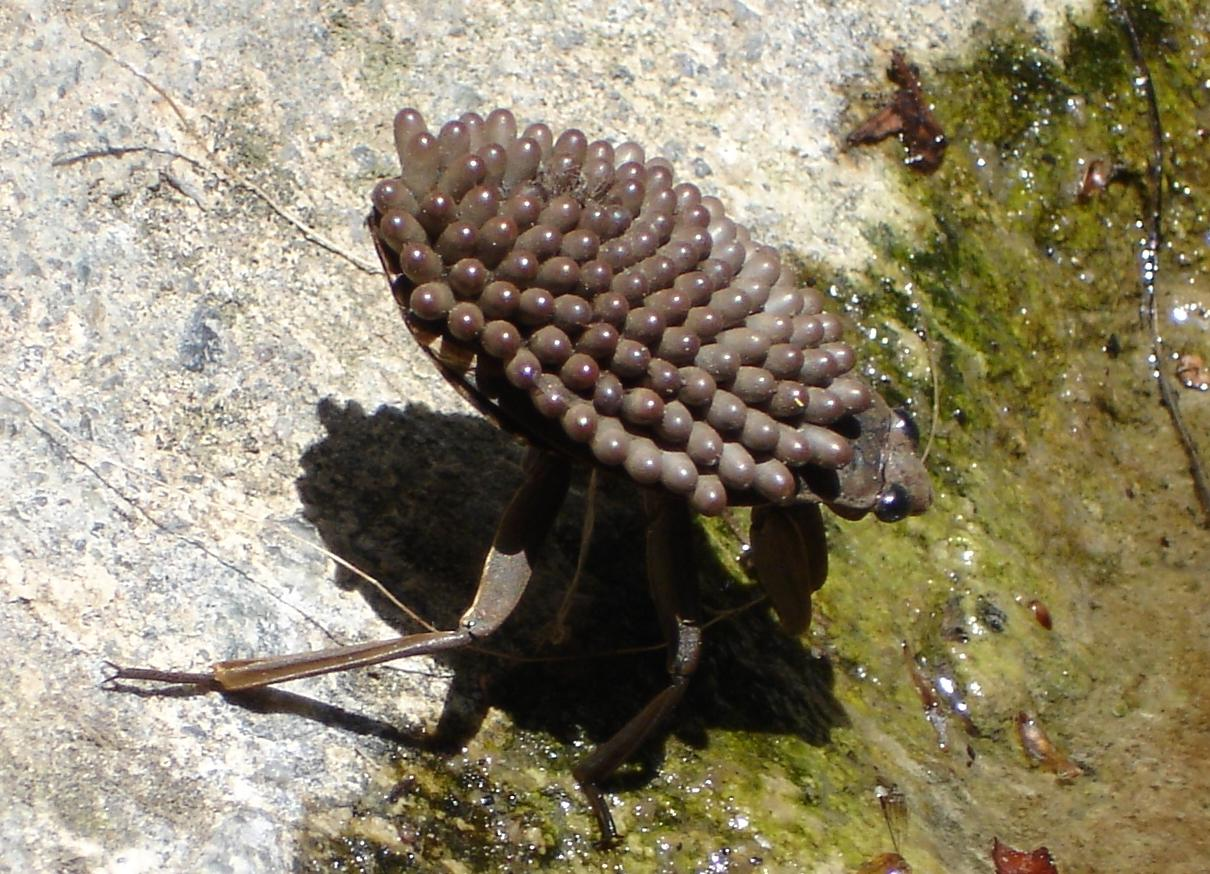
Maschio di Abedus indentatus con le uova sul dorso.

I Belostomatidi sono insetti acquatici e vivono in acque tranquille. Sono attivi e voraci predatori, caratterizzati da una spiccata polifagia. Fra le loro prede rientrano Artropodi, lumache, girini, piccole rane e piccoli Pesci. In America sono stati anche riscontrati danni, da parte di Belostomatidi, nei vivai ittici per la loro attività predatoria nei confronti degli avannotti.
L'attività predatoria si svolge catturando le vittime con le zampe anteriori e iniettandovi con la puntura la saliva tossica, la quale ha un'azione paralizzante ed un effetto necrotizzante sui tessuti interessati. Le occasionali punture sull'uomo risultano essere piuttosto dolorose e provocano l'insorgenza di reazioni allergiche locali.
Durante le ore notturne possono migrare in volo da un acquitrino ad un altro. Nel corso di queste frequenti migrazioni sono attirati dalla luce artificiale anche in grande numero, soprattutto dai lampioni dell'illuminazione stradale.
Singolare è il meccanismo dell'ovideposizione nella sottofamiglia delle Belostomatinae. Le femmine incollano le uova sul dorso dei maschi, i quali se ne prendono cura fino alla schiusa: la vitalità delle uova richiede scambi gassosi che sono favoriti da un'alternanza fra l'esposizione all'aria e l'immersione, perciò i maschi emergono periodicamente per esporre all'aria le uova. Questo comportamento non è invece riscontrato nelle Lethocerinae, le cui femmine depongono le uova sulla vegetazione emersa, e nelle Horvathiniinae, il cui meccanismo di ovideposizione non è noto.

## Evoluzione
I primi esemplari di belostomatidi vissero nell'era Mesozoica: fossili appartenenti ai generi Mesonepa e Scarabaeides sono stati ritrovati nel famoso giacimento di Solnhofen in Germania, risalente al Giurassico superiore (circa 150 milioni di anni fa).

## Alimentazione umana

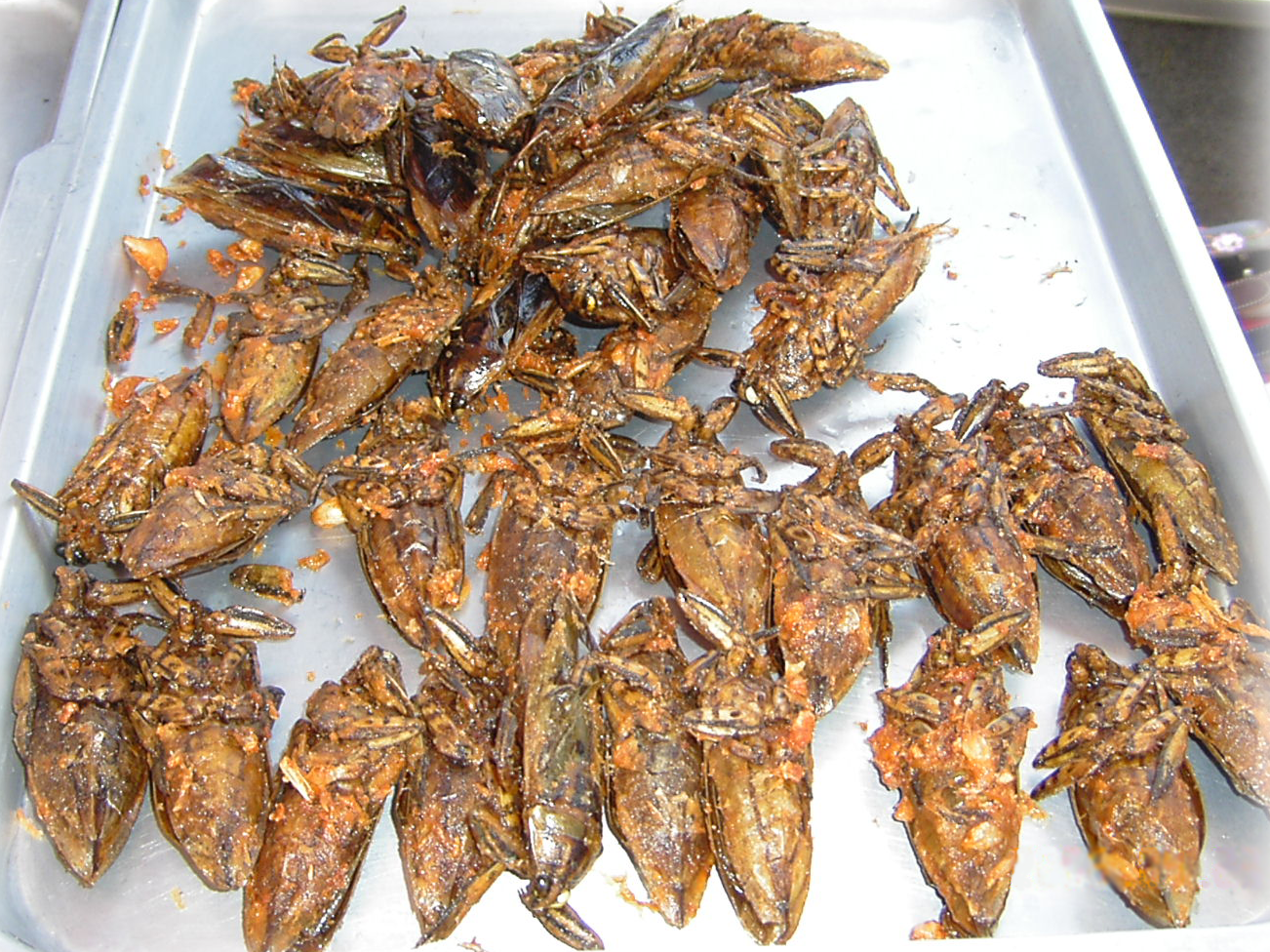
Adulti di L. indicus fritti.

I Belostomatidi sono impiegati nell'alimentazione umana in Cina, Giappone, India e in tutto il sudest asiatico, dall'Indocina all'Indonesia. Secondo alcune fonti sarebbero considerati un cibo prelibato. A Rangoon, gli adulti sarebbero catturati attirati dall'illuminazione stradale, cotti sulla brace e mangiati estraendo le parti molli interne come si fa con i Crostacei. In Laos e a Canton si cucinano, invece, bolliti in acqua salata.
L'impiego come cibo è citato, per varie specie di Belostomatidi, anche presso popolazioni nel Messico (Abedus, Belostoma e Lethocerus) e nel Nordamerica (Lethocerus americanus) e in Congo (Belostoma).

## Sistematica
La famiglia comprende circa 140 specie ripartite fra tre sottofamiglie:
- Belostomatinae. Cosmopolita, comprende sei generi:
  - Abedus
  - Belostoma
  - Diplonychus
  - Hydrocirius
  - Limnogeton
  - Weberiella
- Hovarthiniinae. Neotropicale, comprende un solo genere:
  - Hovarthinia
- Lethocerinae. Cosmopolita ma prevalentemente diffusa nelle regioni neotropicali, comprende un solo genere:
  - Lethocera